# Isaiah Hartenstein
Isaiah Hartenstein (Eugene, Oregón, 5 de mayo de 1998) es un baloncestista con doble nacionalidad alemana y estadounidense que pertenece a la plantilla de los Oklahoma City Thunder de la NBA. Con 2,13 metros de estatura, juega en la posición de pívot.

## Trayectoria deportiva

### Alemania
Hartenstein comenzó a jugar a baloncesto en Estados Unidos, hasta que en 2008 su familia y él (que contaba entonces con 10 años de edad) se trasladaron a Alemania, donde su padre jugaba profesionalmente también al baloncesto. Comenzó en las categorías inferiores del MTV Gießen, hasta que su padre fichó por los Artland Dragons de la ciudad de Quakenbrück, en Baja Sajonia, pasando a jugar en las inferiores de ese equipo.
En la temporada 2013-14 lideró al equipo júnior de los Dragons, consiguiendo el campeonato alemán sub-16, competición en la que fue nombrado mejor jugador. Promedió 20,9 puntos, 12,1 rebotes, 3,4 asistencias, 2,9 robos de balón y 1,9 tapones por partido.
En 2014 fue seleccionado para disputar el Jordan Brand Classic internacional, un partido entre los mejores jugadores jóvenes de todo el mundo. Logró 4 puntos y 5 rebotes en 18 minutos de juego.
El 1 de febrero de 2015 debutó en la Basketball Bundesliga en un partido ante el Eisbären Bremerhaven.
En agosto de 2015 es traspasado al Žalgiris Kaunas, pero esa temporada acaba jugando de nuevo con los Dragons en situación de cedido. El equipo descendió a la 2. Basketball Bundesliga. Disputó 14 partidos en los que promedió 11,6 puntos y 8,9 rebotes.

### Lituania
Se incorporó al Žalgiris Kaunas en enero de 2016. Debutó con el primer equipo en el mes de septiembre, en un partido ante el BC Šiauliai. Esa temporada fue campeón de la liga lituana y de la copa.

### G League
En la temporada 2017-18, Hartenstein disputó 38 encuentros en la NBA G League, con los Rio Grande Valley Vipers, promediando 9,5 puntos y 6,6 rebotes por partido.
Al año siguiente, los Vipers ganaron el campeonato y él fue nombrado MVP de las Finales.

### NBA

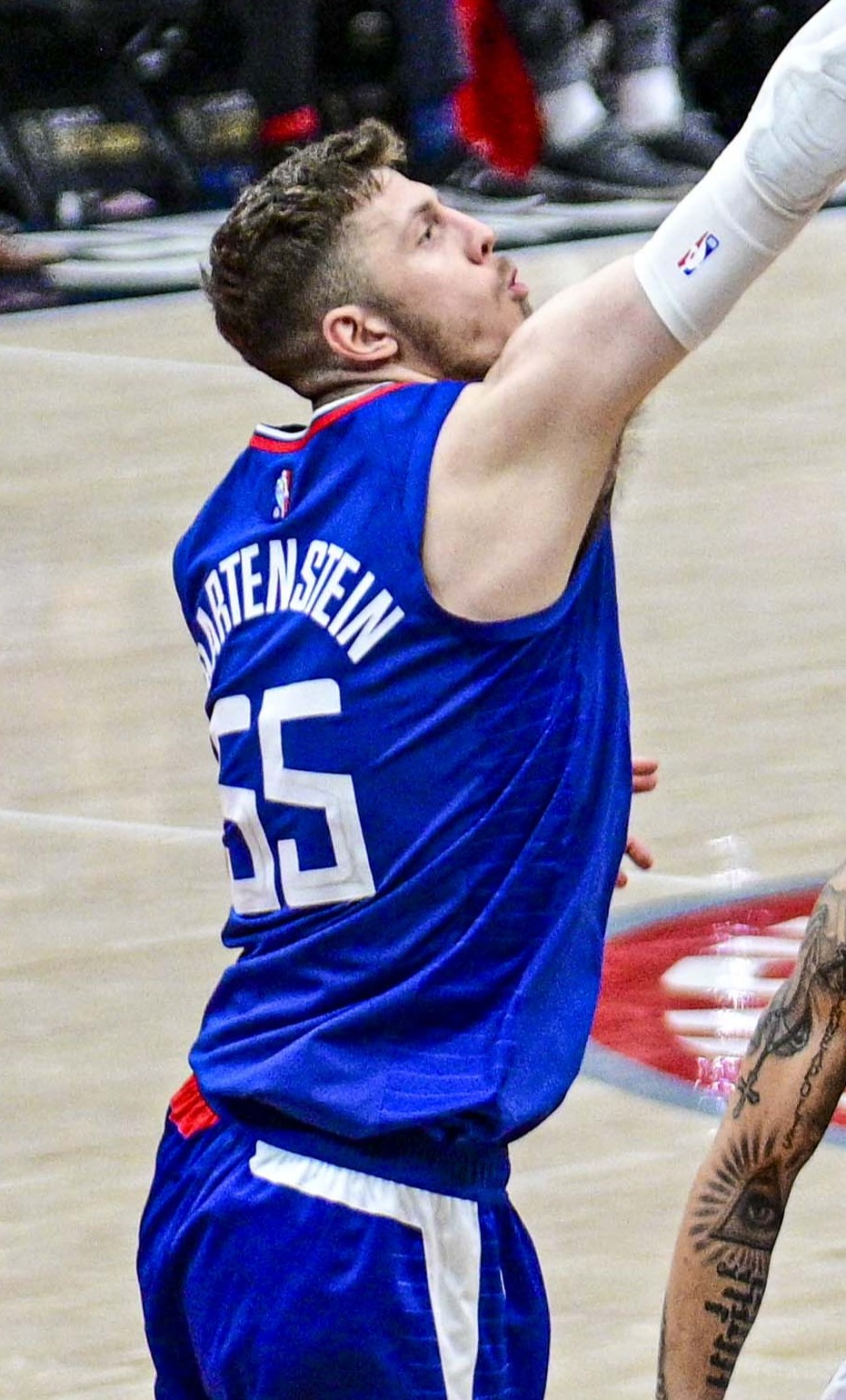
Hartenstein con los Clippers en 2022.

El 25 de julio de 2018, firma con los Houston Rockets de la NBA.
Después de dos temporadas en Houston, el 23 de junio de 2020, fue cortado. En total, llegó a disputar 51 encuentros, 2 de ellos de titular.
El 30 de noviembre de 2020, los Denver Nuggets anunciaron la contratación de Isaiah, con un contrato multianual.
Tras unos meses en Denver, donde disputó 30 partidos, el 25 de marzo de 2021, es traspasado a Cleveland Cavaliers a cambio de JaVale McGee.
El 27 de septiembre de 2021 firmó con Los Angeles Clippers.
El 30 de junio de 2022, firma un contrato por 2 años y $16 millones con New York Knicks.
Tras dos temporadas en New York, el 1 de julio de 2024, firma por tres temporadas y $87 millones con Oklahoma City Thunder.
El 22 de junio de 2025 se proclamó campeón de la NBA por primera vez en su carrera tras vencer a Indiana Pacers en la Final de la NBA (4-3).

## Selección nacional

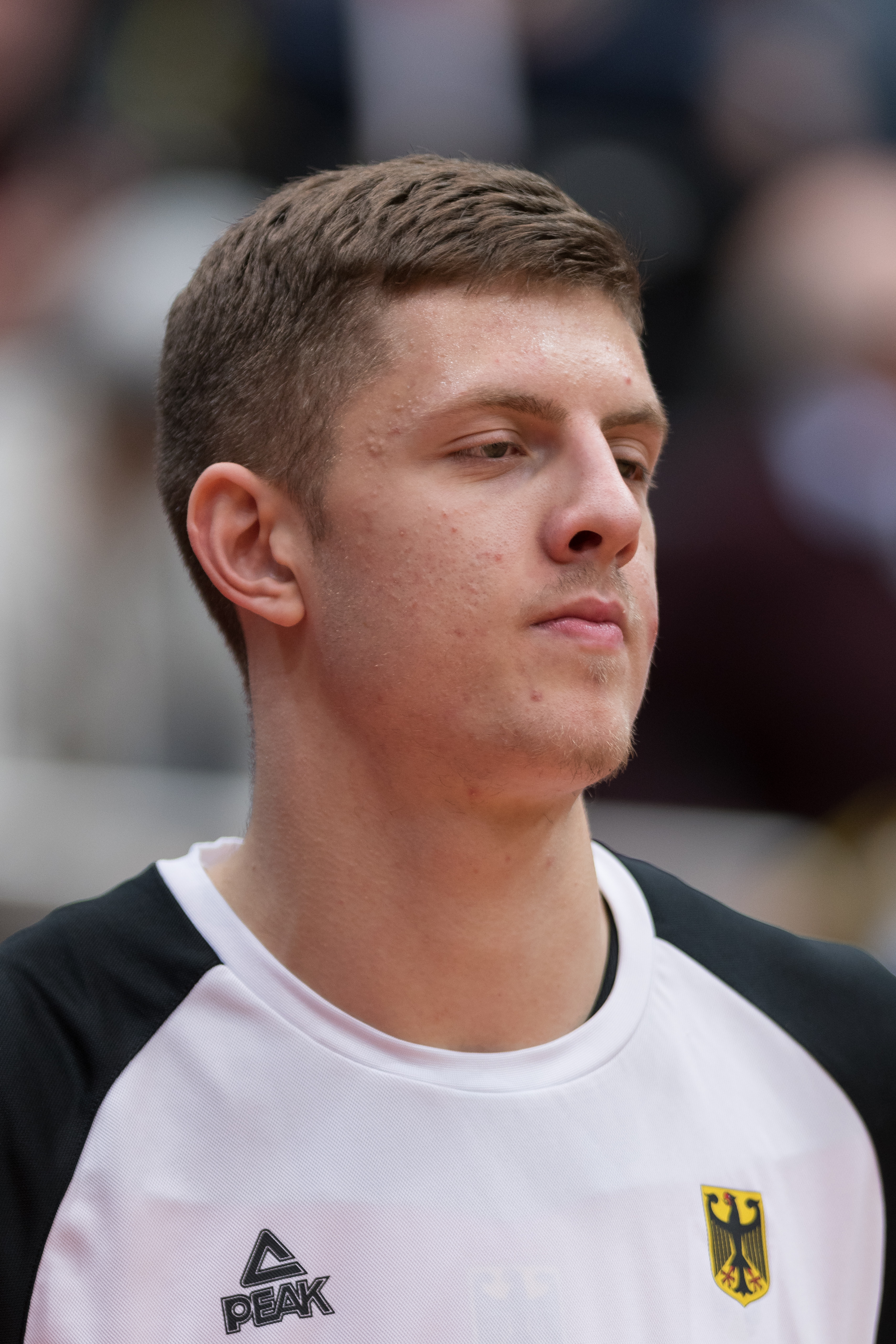
Hartenstein con Alemania en 2017.

Hartenstein representó a Alemania en el Campeonato Europeo Sub-16 de 2014 y en el Campeonato Europeo Sub-18 de 2015.
En enero de 2016 participó en la fase de clasificación para el Euroleague Basketball Next Generation Tournament con el equipo sub-18, siendo elegido MVP del torneo. Y en diciembre de ese mismo año, contribuyó al cuarto puesto obtenido en el Campeonato Europeo Sub-18 de 2016, donde fue elegido en el quinteto ideal.
En agosto de 2017, hizo su debut con la selección nacional alemana en el EuroBasket 2017 donde promedió 4,3 puntos por partido.

## Estadísticas de su carrera en la NBA
|  | Denota temporadas en las que su equipo fue Campeón de la NBA |

### Temporada regular
| Año     | Equipo        | PJ  | PT  | MPP  | %TC  | %3P  | %TL  | RPP  | APP | ROB | TPP | PPP  |
| ------- | ------------- | --- | --- | ---- | ---- | ---- | ---- | ---- | --- | --- | --- | ---- |
| 2018-19 | Houston       | 28  | 0   | 7.9  | .488 | .333 | .786 | 1.7  | .5  | .3  | .4  | 1.9  |
| 2019-20 | Houston       | 23  | 2   | 11.6 | .657 | .000 | .679 | 3.9  | .8  | .4  | .5  | 4.7  |
| 2020-21 | Denver        | 30  | 0   | 9.1  | .513 | —    | .611 | 2.8  | .5  | .4  | .7  | 3.5  |
| 2020-21 | Cleveland     | 16  | 2   | 17.9 | .582 | .333 | .686 | 6.0  | 2.5 | .5  | 1.2 | 8.3  |
| 2021-22 | L.A. Clippers | 68  | 0   | 17.9 | .626 | .467 | .689 | 4.9  | 2.4 | .7  | 1.1 | 8.3  |
| 2022-23 | New York      | 82  | 8   | 19.8 | .535 | .216 | .676 | 6.5  | 1.2 | .6  | .8  | 5.0  |
| 2023-24 | New York      | 75  | 49  | 25.3 | .644 | .333 | .707 | 8.3  | 2.5 | 1.2 | 1.1 | 7.8  |
| 2024-25 | Oklahoma City | 57  | 53  | 27.9 | .581 | .000 | .675 | 10.7 | 3.8 | 0.8 | 1.1 | 11.2 |
| Total   | Total         | 379 | 114 | 19.5 | .592 | .255 | .686 | 6.4  | 2.0 | .7  | .9  | 6.8  |

### Playoffs
| Año   | Equipo        | PJ | PT | MPP  | %TC   | %3P  | %TL  | RPP | APP | ROB | TPP | PPP |
| ----- | ------------- | -- | -- | ---- | ----- | ---- | ---- | --- | --- | --- | --- | --- |
| 2019  | Houston       | 2  | 0  | 1.0  | 1.000 | —    | —    | .5  | .0  | .0  | .0  | 2.0 |
| 2023  | New York      | 11 | 0  | 20.0 | .478  | —    | .750 | 4.6 | 1.3 | .8  | 1.4 | 3.1 |
| 2024  | New York      | 13 | 13 | 29.8 | .592  | .500 | .864 | 7.8 | 3.5 | .3  | .9  | 8.5 |
| 2025  | Oklahoma City | 23 | 20 | 22.4 | .619  | —    | .667 | 7.5 | 2.2 | .8  | .5  | 8.1 |
| Total | Total         | 49 | 33 | 23.0 | .600  | .500 | .750 | 6.7 | 2.3 | .7  | .8  | 6.8 |

## Vida personal
De padre alemán y madre estadounidense, posee la doble nacionalidad. Su padre estudió y jugó a baloncesto en la Universidad de Oregón, y fue allí donde conoció a su madre.